# Моа (Куба)
Моа (шп. Moa) је град на Куби у покрајини Олгин. Према процени из 2011. у граду је живело 65.503 становника.

## Становништво
Према процени, у граду је 2011. живело 65.503 становника.
| 1991.  | 2011.  |
| ------ | ------ |
| 50.898 | 65.503 |